# Roman Pomazan
Roman Maksymowycz Pomazan, ukr. Роман Максимович Помазан (ur. 5 września 1994 w Berdiańsku, w obwodzie zaporoskim, Ukraina) – ukraiński piłkarz, grający na pozycji obrońcy.

## Kariera piłkarska

### Kariera klubowa
Wychowanek klubów Azowstal Mariupol i Olimpik Donieck, barwy których bronił w juniorskich mistrzostwach Ukrainy (DJuFL). 20 marca 2013 rozpoczął karierę piłkarską w drużynie młodzieżowej Metałurha Zaporoże. 15 maja 2015 debiutował w składzie pierwszej drużyny Metałurha. W końcu listopada 2015 opuścił zaporoski klub. 8 lutego 2016 został piłkarzem Heliosu Charków.